# Liste der Kulturgüter in Genf
Die Liste der Kulturgüter in Genf enthält alle Objekte in der Stadt Genf (fr. Genève) im Kanton Genf, die gemäss der Haager Konvention zum Schutz von Kulturgut bei bewaffneten Konflikten, dem Bundesgesetz vom 20. Juni 2014 über den Schutz der Kulturgüter bei bewaffneten Konflikten sowie der Verordnung vom 29. Oktober 2014 über den Schutz der Kulturgüter bei bewaffneten Konflikten unter Schutz stehen.

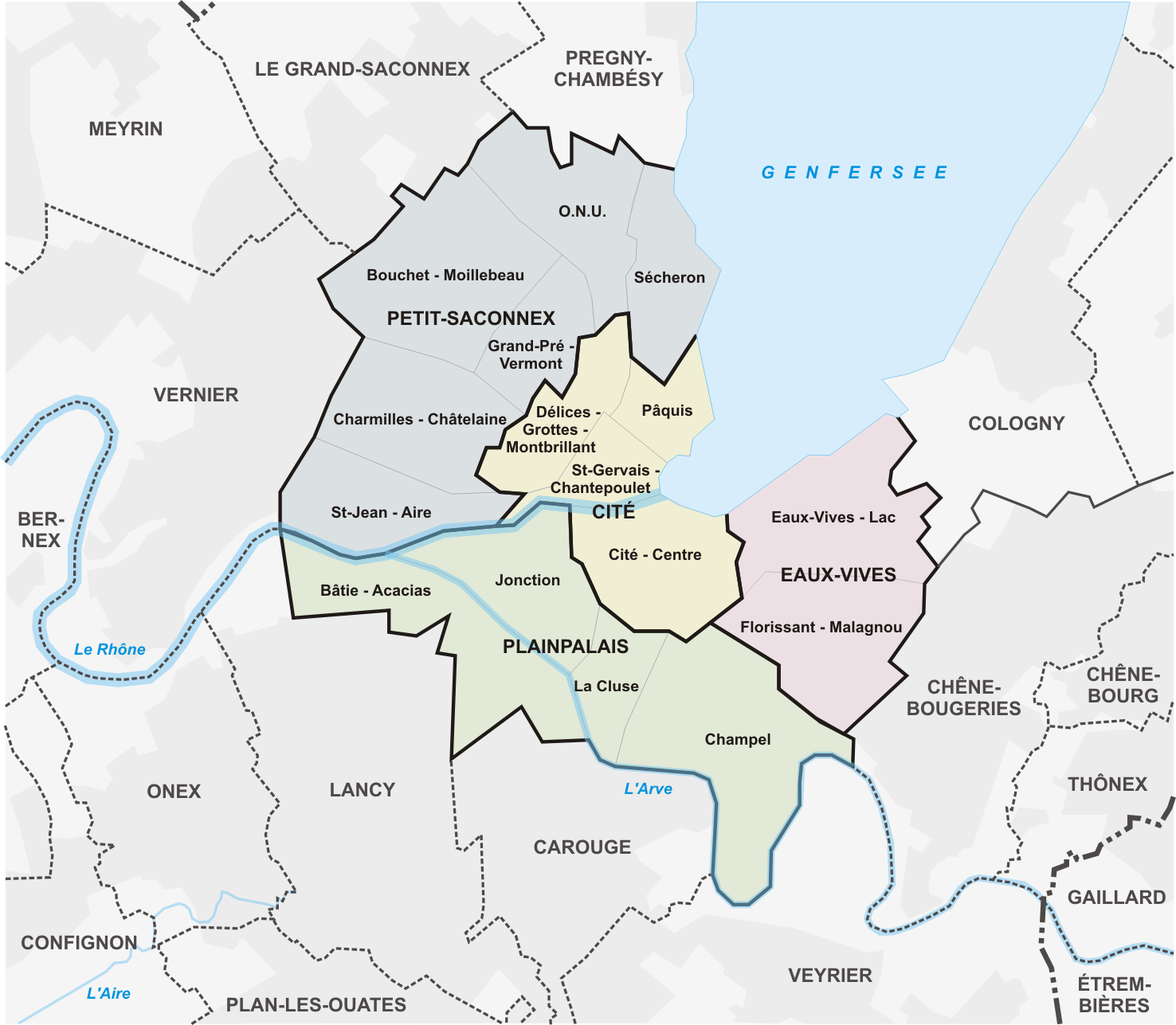
Stadtteile von Genf

Aus Gründen der Übersichtlichkeit ist die Liste nach den vier Stadtteilen (französisch sections) gegliedert (Stand: 1. Januar 2023):
- Cité
- Eaux-Vives
- Petit-Saconnex
- Plainpalais